# Ірен Лунгу
Ірен Лунгу (англ. Ireen Lungu; нар. 6 жовтня 1997, Замбія) — замбійська футболістка, півзахисниця клубу «Грін Баффалос» та національної збірної Замбії. Одна з гравчинь, яка поїхала на футбольний турнір Літньої Олімпіади 2020 року.

## Клубна кар'єра
З 2018 року захищає кольори замбійського клубу «Грін Баффалос».

## Кар'єра в збірній
У складі дівочої збірної Замбії (WU-17) поїхала на Дівочий чемпіонат світу (WU-17) 2014 року. У складі команди WU-17 дебютувала 16 березня 2014 року в програному (0:2) поєдинку проти одноліток з Італії. Грейс вийшла на поле в стартовому складі, а на 56-ій хвилині її замінила Геллен Чанда. Загалом на вище вказаному турнірі зіграла 3 матчі.
У 2018 році отримала виклик до національної збірної Замбії для участі в Кубку африканських націй. На вище вказаному турнірі дебютувала 18 листопада 2018 року в переможному (5:0) поєдинку проти Екваторіальної Гвінеї. Лунгу вийшла на поле в стартовому складі, на 43-ій хвилині відзначилася дебютним голом за національну команду, а на 61-ій хвилині її замінила Геллен Чанда. Загалом на вище вказаному турнірі зіграла 3 матчі.

### Голи за збірну
Рахунок та результат збірної Замбії в таблиці подано на першому місці
| № | Дата              | Стадіон                                       | Суперник             | Рахунок | Результат | Змагання                                  |
| - | ----------------- | --------------------------------------------- | -------------------- | ------- | --------- | ----------------------------------------- |
| 1 | 18 листопада 2018 | Спортивний стадіон Кейп-Кост, Кейп-Кост, Гана | Екваторіальна Гвінея | 2–0     | 5–0       | Кубок африканських націй серед жінок 2018 |